# Мічешть (комуна)
Мічешть, Мічешті (рум. Micești) — комуна у повіті Арджеш в Румунії. До складу комуни входять такі села (дані про населення за 2002 рік):
- Бринзарі (81 особа)
- Мічешть (1587 осіб)
- Пеуляска (854 особи)
- Пуркерень (1577 осіб)

Комуна розташована на відстані 114 км на північний захід від Бухареста, 11 км на північ від Пітешть, 108 км на північний схід від Крайови, 97 км на південний захід від Брашова.

## Населення
За даними перепису населення 2002 року у комуні проживали 4099 осіб.
Національний склад населення комуни:
| Національність | Кількість осіб | Відсоток |
| -------------- | -------------- | -------- |
| румуни         | 4092           | 99,8%    |
| угорці         | 3              | 0,1%     |
| цигани         | 2              | < 0,1%   |

Рідною мовою назвали:
| Мова      | Кількість осіб | Відсоток |
| --------- | -------------- | -------- |
| румунська | 4096           | 99,9%    |
| угорська  | 2              | < 0,1%   |

Склад населення комуни за віросповіданням:
| Релігія        | Кількість осіб | Відсоток |
| -------------- | -------------- | -------- |
| православні    | 3779           | 92,2%    |
| лютерани       | 184            | 4,5%     |
| бретрени       | 128            | 3,1%     |
| греко-католики | 3              | 0,1%     |
| римо-католики  | 2              | < 0,1%   |
| реформати      | 2              | < 0,1%   |